# Roméo doit mourir
Pour plus de détails, voir Fiche technique et Distribution.
Roméo doit mourir (Romeo Must Die) est un film américain d'Andrzej Bartkowiak sorti en 2000.

## Synopsis
Le contrôle du port d'Oakland et la revente de ses entrepôts sont au centre d'une guerre que se livrent le clan afro-américain d'Isaak O'Day (Delroy Lindo) et la famille Sing. Après plusieurs mois d'affrontements, la tension monte d'un cran avec l'assassinat du jeune Po, fils cadet de Chu Sing. Emprisonné dans un pénitencier de Hong Kong, Han Sing (Jet Li) s'évade dès qu'il apprend la mort de son frère, qu'il s'était juré de protéger. À Oakland, son enquête l'oriente vers Trish (Aaliyah), la fille de O'Day, dont il tombe amoureux. Han Sing avec le concours de Trish finit par dénouer et déjouer les projets et complots opposés des deux gangs qui accumulent les meurtres pour faire des alliances impossibles. Il découvre finalement que le meurtrier de son frère cadet est proche de Chu Sing lequel a toujours été lâche et cupide en ne respectant pas le code d'honneur de Han Sing.  

## Fiche technique
- Titre : Roméo doit mourir
- Titre original : Romeo Must Die
- Réalisation : Andrzej Bartkowiak
- Scénario : Eric Bernt et John Jarrell, d'après une histoire de Mitchell Kapner
- Directeur de la photographie : Glen MacPherson (en)
- Décors : Rose Marie McSherry
- Montage : Derek Brechin
- Production : Joel Silver et Jim Van Wyck
  - Producteurs délégués : Dan Cracchiolo
  - Coproducteur : Warren Carr
  - Producteurs associés : Mitchell Kapner et Ilyse A. Reutlinger
- Sociétés de production : Warner Bros. et Silver Pictures
- Distribution :
  -  États-Unis : Warner Bros.
  -  France : Warner Bros.
- Pays : États-Unis
- Genre : Action, film de gangsters, thriller et arts martiaux
- Durée : 115 minutes
- Langues originales : anglais et chinois
- Format : Couleur (Technicolor) 2.35:1 - Son DTS, Dolby Digital, SDDS
- Dates de sortie[1] :
  -  Canada, USA : 22 mars 2000
  - France : 1er novembre 2000
- Certificat:Interdit aux moins de 12 ans

## Distribution
- Jet Li (VF : Patrice Baudrier) : Han Sing
- Aaliyah (VF : Annie Milon) : Trish O'Day
- Isaiah Washington (VF : Frantz Confiac) : Mac
- Russell Wong (VF : Guillaume Orsat) : Kai
- DMX (VF : Jean-Paul Pitolin) : Silk
- Delroy Lindo (VF : Saïd Amadis) : Isaak O'Day
- D.B. Woodside (VF : Lucien Jean-Baptiste) : Colin O'Day
- Henry O (en) : Ch'u Sing
- Jonkit Lee (VF : Paolo Domingo) : Po Sing
- Edoardo Ballerini (en) (VF : Fabrice Josso) : Roth
- Anthony Anderson (VF : Christophe Peyroux) : Maurice
- Matthew Harrison : Dave, l'assistant de Roth
- Terry Chen (VF : Daniel Lafourcade) : Kung
- Françoise Yip : Fille à moto
- Grace Park : Danseuse
- Jennifer Wong :

## Accueil

### Box-office
- États-Unis : 55 973 336 $ US[2]
- France : 417 583 entrées[2]
- Mondial : 91 036 760 $[2]

## Bande originale
La bande originale du film est une compilation de titres sortie chez Blackground Records et produite par Aaliyah, Timbaland, Barry Hankerson et Jomo Hankerson.
Le magazine Q inclut cet album dans son classement des 5 meilleures compilations de 2000.

### Liste des titres
1. "Try Again" – 4:44 (Aaliyah)
2. "Come Back in One Piece" – 4:18 (Aaliyah featuring DMX)
3. "Rose in a Concrete World" (J Dub Remix) – 4:50 (Joe)
4. "Rollin' Raw" – 3:59 (B.G.)
5. "We At It Again" – 4:45 (Timbaland & Magoo)
6. "Are You Feelin' Me?" – 3:10 (Aaliyah)
7. "Perfect Man" – 3:47 (Destiny's Child)
8. "Simply Irresistible" – 4:00 (Ginuwine)
9. "It really don't matter" – 4:12 (Confidential)
10. "Thugz" – 4:12 (Mack 10 featuring The Comrades)
11. "I don't wanna" – 4:16 (Aaliyah)
12. "Somebody's Gonna Die Tonight" – 4:36 (Dave Bing featuring Lil' Mo)
13. "Woozy" – 4:10 (Playa)
14. "Pump the Brakes" – 4:27 (Dave Hollister)
15. "This Is a Test" – 3:20 (Chanté Moore)
16. "Revival" – 4:57 (Non-A-Miss)
17. "Come On" – 3:50 (Blade)
18. "Swung On" – 3:15 (Stanley Clarke featuring Politix)